# 竞报
竞报是中華人民共和國一份報紙，创刊于2004年12月28日，由北京日报社、上海文广新闻传媒集团、北京青年报社为迎接2008年奥运会联合创办的日报。 因长期亏损，竞报于2006年改为周报。2014年12月17日，竞报在当天头版发布《休刊词》，宣布自2014年4月25日起休刊。